# Idre landskommun
Idre landskommun var en kommun i dåvarande Kopparbergs län (nu Dalarnas län).

## Administrativ historik
När 1862 års kommunalförordningar trädde i kraft inrättades över hela landet cirka 2 500 kommuner.
I Dalarna bildade de två socknarna Idre och Särna en gemensam landskommun med namnet Särna.
År 1916 bildades Idre landskommun genom att brytas ut ur Särna landskommun.
Den 1 januari 1957 överfördes till Idre från Jämtlands län två områden. Från Linsells församling i Svegs landskommun överfördes ett område med 17 invånare och omfattande en areal av 26,26 kvadratkilometer, varav 25,76 land. Från Lillhärdals församling i Lillhärdals landskommun överfördes ett område med 24 invånare och omfattande en areal av 136,69 kvadratkilometer, varav 135,54 land.
1971 gick både Idre och Särna landskommuner upp i Älvdalens kommun.

### Kyrklig tillhörighet
I kyrkligt hänseende tillhörde kommunen Idre församling.

## Kommunvapen
Blasonering: Skölden delad av blått, vari en springande ren av silver med röd beväring, därest sådan skall komma till användning, och silver, vari två av vågskuror bildade blå bjälkar.
Vapnet fastställdes 1944.

## Geografi
Idre landskommun omfattade den 1 januari 1952 en areal av 2 270,40 km², varav 2 185,80 km² land.

### Tätorter i kommunen 1960
I Idre kommun fanns tätorten Idre, som hade 935 invånare den 1 november 1960. Tätortsgraden i kommunen var då 50,6 procent.

## Politik

### Mandatfördelning i valen 1950-1966
| 12 | 4 | 4 |

| 19 |

| 9 | 11 |

| 20 |

| 1 | 16 | 1 | 1 | 1 |

| 20 |

| 13 | 2 | 5 |

| 19 |

| 10 | 5 | 2 | 3 |

| 20 |

| 12 | 4 | 2 | 2 |

| 19 |

| 12 | 1 | 3 | 4 |

| 19 |

| 9 | 8 | 3 |

| 19 |